# Битка код Принстона
Битка код Принстона одиграла се 3. јануара 1777. године код града Принстона у америчкој држави Њу Џерзи између британских и америчких снага. Битка је део Америчког рата за независност, а завршена је победом Американаца.

## Увод
После пада Њујорка 15. септембра и битке код Вајт Плејнса, америчка војска под Џорџом Вашингтоном повукла се 9. децебра 1776. године код Трентона, на десну обалу Делавера да би заштитила Филаделфију. У дотадашњим борбама Џорџ Вашингтон је имао приличне губитке у људству и материјалу, али је успео да за кратко време допуни јединице и достигне број од 5200 војника. На вест да је главни командант британских снага, Вилијам Хау, разместио своје трупе у зимски кантонман, Вашингтон је прешао 25. децембра Делавер којим су пловиле санте, а 26. децембра напао у Трентону три британска пука (битка код Трентона). Британци прелазе у напад који је Вашингтон одбио, али се нашао између британских снага Чарлса Корнволиса и Делавера. Корнволис је оценио Вашингтонову ситуацију као безизлазну, па се припремао да га нападне сутрадан.

## Битка
То одлагање искористио је Вашингтон, па је ноћу 2/3. јануара 1777. године обишао британске положаје, а ујутро 3. јануара избио пред Принстон у часу када су два британска пука била у покрету. Вашингтон је у борби разбио оба Корнволисова пука и натерао их на бекство према Трентону и Њу Бранзвику. После пораза код принстона Британци су напустили готово целу државу Њу Џерзи и повукли се на север. После Вашингтоновог успеха, Конгрес му је дао шира овлашћења за даље вођење рата и одобрио му 28 батаљона за формирање нове националне артиљерије.